# Empresa de Pesquisa Agropecuária e Extensão Rural de Santa Catarina

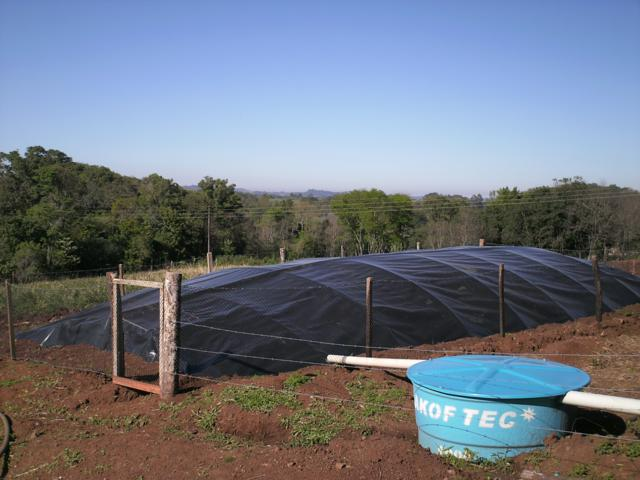
Captação de água da Chuva. Cisterna cuja implantação se deu a partir de orientações de Extensionistas Rurais

A  Empresa de Pesquisa Agropecuária e Extensão Rural de Santa Catarina (EPAGRI) é o órgão oficial de extensão rural e pesquisa agropecuária do Estado de Santa Catarina. Está vinculada à Secretaria de Estado da Agricultura e Pecuária de Santa Catarina e tem sua sede administrativa nas margens da Rodovia Admar Gonzaga nº 1347, no bairro Itacorubi, em Florianópolis.
Foi criada em 1991, pela incorporação, em uma só empresa, do órgão estadual de extensão rural - ACARESC - e o órgão oficial de pesquisa agropecuária - EMPASC, da Associação de Crédito e Assistência Pesqueira de Santa Catarina (ACARPESC) e do Instituto de Apicultura de Santa Catarina (IASC). Está presente na maior parte dos municípios catarinenses e possui centros de treinamentos e unidades de pesquisa voltadas primordialmente à agricultura familiar. Em termos de estrutura,  possui  a Sede em Florianópolis, e ligados a Diretoria de Extensão Rural e pesqueira 16 Gerências Regionais, 13 Centros de Treinamento e 293 Escritórios Municipais, ligados a Diretoria de Ciência, Tecnologia e Inovação são 4 Centros Especializados, 9 estações experimentais e 02 campos experimentais.

Seu dirigente é nomeado pelo Governo do Estado de Santa Catarina, e subordinado a Secretaria de Estado da Agricultura e Pecuária, e atualmente é o Sr. Dirceu Leite. Segundo seu sítio institucional, as atribuições principais são "cumprir e fazer cumprir as políticas, diretrizes, estratégias e prioridades institucionais; formular e executar projetos e atividades voltadas ao desenvolvimento sustentável do meio rural e pesqueiro e apoiar os programas de desenvolvimento regionais e municipais".
A Empresa de Pesquisa Agropecuária e Extensão Rural de Santa Catarina – EPAGRI – é uma empresa pública, de direito privado, vinculada ao Governo do Estado de Santa Catarina por meio da Secretaria de Estado da Agricultura, da Pesca e do Desenvolvimento Rural.
O órgão público é o principal e com maior representatividade junto à Secretaria de Agricultura do Estado de Santa Catarina, que conta com outros órgãos que trabalham diretamente com a agricultura, destacando-se entre estes a CIDASC. A empresa desenvolve pesquisas e promove a assistência técnica e extensão rural em todos os municípios de Santa Catarina tendo como foco  os  aspectos sociais, econômicos e ambientais visando uma melhor qualidade de vida no meio rural e pesqueiro.
Sua missão é "Promover o desenvolvimento sustentável e a inovação no espaço rural e pesqueiro", e a visão "Ser protagonista no desenvolvimento sustentável do espaço rural e pesqueiro de Santa Catarina". 
Em relação a gestão da empresa, destacamos as informações contidas na página da transparência, onde se encontram consultas relativas a despesas, receitas e responsabilidade fiscal, além dos documentos institucionais relacionados a gestão. O repositório de processos, normas, manuais, formulários, entre outros se encontram organizados na página da cadeia de valor da Epagri.

## Histórico
AS origens da Extensão Rural em Santa Catarina remontam ao ano de 1956, quando foi instalado no estado de Santa Catarina o ETA - Escritório Técnico Agrícola. O ETA em Santa Catarina, a exemplo de projetos instalados em outros estados, tinha prazo de duração de quatro anos e, findo este prazo seria encerrado. Diante disto, viu-se a necessidade de instalar uma estrutura que fosse permanente para atendimento às atividades agropecuárias que estavam se expandindo no Estado e surge então a ACARESC, Associação de Crédito e Extensão Rural do Estado de Santa Catarina. Mais tarde em 1991, a ACARESC fundiu-se com a EMPASC, com a ACARPESC e com o Instituto CEPA e com o Instituto de Apicultura - IASC, dando origem à EPAGRI, unindo numa única entidade governamental a Extensão e a Pesquisa.
O trabalho de extensão rural no território catarinense reconhecidamente colaborou para o desenvolvimento econômico e social do estado melhorando a qualidade de vida da população rural. Em tempos de sistemas de saúde precária, Extensionistas Rurais foram os primeiros a aplicar vacinas contra a poliomielite em crianças do meio rural no estado de Santa Catarina.
Em 2016, 60 anos após a sua fundação, o serviço oficial de Extensão Rural e Pesquisa Agropecuária no Estado de Santa Catarina, desenvolvido pela EPAGRI conta com 1.654 profissionais, com quadros diversos. Neste mesmo ano são comemorados especificamente 40 anos de pesquisa agropecuária.

## Estrutura administrativa
A estrutura administrativa da Epagri conta com uma sede localizada no Bairro Itacorubi, na cidade de Florianópolis, onde se encontram os departamentos estaduais, assessorias além de Núcleos tais como o  Núcleo de Negócios (NuN), Núcleo de Inovação Tecnológica (NIT), Núcleo de Projetos (NuProj) e Núcleo de Processos (NuProc).

Na área de Extensão Rural
Conta ainda com 16 Gerências Regionais localizadas em pontos estratégicos do Estado de Santa Catarina, 13 Centros de Treinamento e 293 Escritórios Municipais, que realizam trabalhos de extensão rural voltados prioritariamente à agricultura familiar.
Na área da Pesquisa Agropecuária e Aquícola existem 13 unidades, sendo 4 centros de pesquisa e 9 estações experimentais.
Os centros são:
- Centro de Pesquisa para a Agricultura Familiar - Cepaf, localizado no Bairro São Cristóvão, na cidade de Chapecó.
- Centro de Desenvolvimento em Aqüicultura e Pesca - Cedap
- Centro de Informações de Recursos Ambientais e de Hidrometeorologia - CIRAM
- Centro de Socioeconomia e Planejamento Agrícola - Cepa

Os últimos três estão localizados no bairro Itacorubi na cidade de Florianópolis.

## Programas
As ações de pesquisa, extensão e desenvolvimento organizacional da Epagri estão organizadas em programas:
- Aquicultura e Pesca
- Fruticultura
- Gestão de Negócios e Mercados
- Grãos
- Olericultura
- Pecuária
- Gestão e Desenvolvimento Institucional
- Capital Humano e Social
- Desenvolvimento e Sustentabilidade Ambiental